# Allsvenskan i bandy 1983/1984
Allsvenskan i bandy 1983/1984 var Sveriges högsta division i bandy för herrar säsongen 1983/1984. Södergruppsvinnaren IF Boltic lyckades vinna svenska mästerskapet efter seger med 2-0 mot norrgruppsvinnaren Edsbyns IF i finalmatchen på Söderstadion i Stockholm den 18 mars 1984.

## Förlopp
Skytteligan vanns av Tord Amré, Ljusdals BK med 35 fullträffar..

## Seriespelet

### Norrgruppen
Spelades 27 november 1983-28 februari 1984.
| Nr | Lag            | S  | V  | O | F  | +/-    | P  |
| -- | -------------- | -- | -- | - | -- | ------ | -- |
| 1  | Edsbyns IF     | 22 | 15 | 2 | 5  | 99-60  | 32 |
| 2  | Ljusdals BK    | 22 | 10 | 6 | 6  | 89-65  | 26 |
| 3  | IK Sirius      | 22 | 11 | 4 | 7  | 88-73  | 26 |
| 4  | Selånger SK    | 22 | 10 | 5 | 7  | 74-66  | 25 |
| 5  | Västerås SK    | 22 | 11 | 2 | 9  | 71-75  | 24 |
| 6  | Brobergs IF    | 22 | 8  | 5 | 9  | 85-84  | 21 |
| 7  | Sandvikens AIK | 22 | 7  | 2 | 13 | 73-81  | 16 |
| 8  | Falu BS        | 22 | 5  | 2 | 15 | 73-105 | 12 |

### Södergruppen
Spelades 27 november 1983-28 februari 1984.
| Nr | Lag             | S  | V  | O | F  | +/-    | P  |
| -- | --------------- | -- | -- | - | -- | ------ | -- |
| 1  | IF Boltic       | 22 | 14 | 5 | 3  | 107-68 | 33 |
| 2  | IFK Motala      | 22 | 14 | 3 | 5  | 101-68 | 31 |
| 3  | Villa BK        | 22 | 14 | 1 | 7  | 114-86 | 29 |
| 4  | Vetlanda BK     | 22 | 12 | 4 | 6  | 88-62  | 28 |
| 5  | Ale Surte SK    | 22 | 6  | 3 | 13 | 79-117 | 15 |
| 6  | Örebro SK       | 22 | 3  | 8 | 11 | 63-99  | 14 |
| 7  | Katrineholms SK | 22 | 5  | 1 | 16 | 63-116 | 11 |
| 8  | Nässjö IF       | 22 | 4  | 1 | 17 | 69-111 | 9  |

## Seriematcherna

### Norrgruppen
- 27 november 1983 Falu BS-Västerås SK 8-3
- 27 november 1983 Ljusdals BK-IK Sirius 3-5
- 27 november 1983 Sandvikens AIK-Brobergs IF 8-3
- 27 november 1983 Selånger SK-Edsbyns IF 3-1

- 3 december 1983 Ale Surte-Ljusdal 4-4 (mix)
- 3 december 1983 Nässjö-Selånger 3-6 (mix)
- 3 december 1983 Villa-Falun 6-3 (mix)
- 3 december 1983 Örebro-Sandviken 2-2 (mix)
- 3 december 1983 Broberg-Motala 3-3 (mix)
- 3 december 1983 Edsbyn-Katrineholm 11-1 (mix)
- 3 december 1983 Sirius-Boltic 2-4 (mix)
- 3 december 1983 Västerås-Vetlanda 3-1 (mix)

- 4 december 1983 Ale Surte-Selånger 2-2 (mix)
- 4 december 1983 Nässjö-Falun 4-8 (mix)
- 4 december 1983 Villa-Sandviken 3-2 (mix)
- 4 december 1983 Örebro-Ljusdal 2-2 (mix)
- 4 december 1983 Broberg-Katrineholm 7-2 (mix)
- 4 december 1983 Edsbyn-Vetlanda 1-1 (mix)
- 4 december 1983 Sirius-Motala 4-5 (mix)
- 4 december 1983 Västerås-Boltic 6-6 (mix)

- 11 december 1983 Falun-Sirius 1-3
- 11 december 1983 Ljusdal-Västerås 6-3
- 11 december 1983 Sandviken-Edsbyn 1-2
- 11 december 1983 Selånger-Broberg 3-3

- 16 december 1983 Broberg-Edsbyn 4-3
- 18 december 1983 Falun-Ljusdal 2-6
- 18 december 1983 Sirius-Selånger 6-4
- 18 december 1983 Västerås-Sandviken 4-2

- 26 december 1983 Broberg-Ljusdal 2-2
- 26 december 1983 Edsbyn-Falun 5-2
- 26 december 1983 Selånger-Sandviken 2-1
- 26 december 1983 Sirius-Västerås 5-1

- 28 december 1983 Falun-Selånger 5-5
- 28 december 1983 Ljusdal-Edsbyn 1-3
- 28 december 1983 Sandviken-Sirius 6-1
- 28 december 1983 Västerås-Broberg 6-2

- 31 december 1983 Broberg-Sirius 3-3
- 31 december 1983 Edsbyn-Västerås 8-2
- 31 december 1983 Sandviken-Falun 5-4
- 31 december 1983 Selånger-Ljusdal 5-0

- 3 januari 1984 Falun-Broberg 3-4
- 3 januari 1984 Ljusdal-Sandviken 3-3
- 3 januari 1984 Sirius-Edsbyn 2-1
- 3 januari 1984 Västerås-Selånger 0-3

- 6 januari 1984 Boltic-Ljusdal 7-1 (mix)
- 6 januari 1984 Katrineholm-Sandviken 5-3 (mix)
- 6 januari 1984 Motala-Selånger 3-3 (mix)
- 6 januari 1984 Vetlanda-Falun 2-2 (mix)
- 6 januari 1984 Broberg-Villa 7-4 (mix)
- 6 januari 1984 Edsbyn-Nässjö 4-1 (mix)
- 6 januari 1984 Sirius-Örebro 7-2 (mix)
- 6 januari 1984 Västerås-Ale Surte 8-1 (mix)

- 8 januari 1984 Ale Surte-Sirius 5-1 (mix)
- 8 januari 1984 Nässjö-Västerås 2-3 (mix)
- 8 januari 1984 Villa-Edsbyn 3-5 (mix)
- 8 januari 1984 Örebro-Broberg 1-1 (mix)
- 8 januari 1984 Falun-Boltic 3-6 (mix)
- 8 januari 1984 Ljusdal-Vetlanda 5-1 (mix)
- 8 januari 1984 Sandviken-Motala 4-2 (mix)
- 8 januari 1984 Selånger-Katrineholm 6-3 (mix)

- 17 januari 1984 Boltic-Selånger 3-2 (mix)
- 17 januari 1984 Katrineholmm-Ljusdal 2-5 (mix)
- 17 januari 1984 Motala-Falun 7-1 (mix)
- 17 januari 1984 Vetlanda-Sandviken 4-2 (mix)
- 17 januari 1984 Broberg-Nässjö 2-4 (mix)
- 17 januari 1984 Sirius-Villa 4-1 (mix)
- 17 januari 1984 Västerås-Örebro 2-2 (mix)
- 20 januari 1984 Edsbyn-Ale Surte 6-4 (mix)

- 22 januari 1984 Ale Surte-Broberg 2-12 (mix)
- 22 januari 1984 Nässjö-Sirius 6-4 (mix)
- 22 januari 1984 Villa-Västerås 5-3 (mix)
- 22 januari 1984 Örebro-Edsbyn 3-4 (mix)
- 22 januari 1984 Falun-Katrineholm 3-1 (mix)
- 22 januari 1984 Ljusdal-Motala 5-1 (mix)
- 22 januari 1984 Sandviken-Boltic 3-8 (mix)
- 22 januari 1984 Selånger-Vetlanda 2-5 (mix)

- 24 januari 1984 Ljusdal-Falun 7-0
- 24 januari 1984 Sandviken-Västerås 2-4
- 24 januari 1984 Selånger-Sirius 2-3
- 26 januari 1984 Edsbyn-Broberg 6-2

- 29 januari 1984 Broberg-Sandviken 2-3
- 29 januari 1984 Edsbyn-Selånger 2-5
- 29 januari 1984 Sirius-Ljusdal 3-3
- 29 januari 1984 Västerås-Falun 2-1

- 11 februari 1984 Boltic-Edsbyn 2-2 (mix)
- 11 februari 1984 Katrineholm-Sirius 5-5 (mix)
- 11 februari 1984 Motala-Västerås 6-2 (mix)
- 11 februari 1984 Vetlanda-Broberg 4-1 (mix)
- 11 februari 1984 Falun-Örebro 2-4 (mix)
- 11 februari 1984 Ljusdal-Nässjö 9-4 (mix)
- 11 februari 1984 Sandviken-Ale Surte 8-1 (mix)
- 11 februari 1984 Selånger-Villa 1-10 (mix)

- 12 februari 1984 Boltic-Broberg 6-4 (mix)
- 12 februari 1984 Katrineholm-Västerås 1-3 (mix)
- 12 februari 1984 Motala-Edsbyn 2-3 (mix)
- 12 februari 1984 Vetlanda-Sirius 3-3 (mix)
- 12 februari 1984 Falun-Ale Surte 4-1 (mix)
- 12 februari 1984 Ljusdal-Villa 12-3 (mix)
- 12 februari 1984 Sandviken-Nässjö 6-3 (mix)
- 12 februari 1984 Selånger-Örebro 4-5 (mix)

- 14 februari 1984 Broberg-Selånger 4-2
- 14 februari 1984 Edsbyn-Sandviken 9-3
- 14 februari 1984 Sirius-Falun 13-3
- 14 februari 1984 Västerås-Ljusdal 5-0

- 17 februari 1984 Broberg-Falun 8-3
- 17 februari 1984 Edsbyn-Sirius 8-2
- 17 februari 1984 Sandviken-Ljusdal 2-3
- 17 februari 1984 Selånger-Västerås 4-2

- 21 februari 1984 Falun-Sandviken 6-1
- 21 februari 1984 Ljusdal-Selånger 0-0
- 21 februari 1984 Sirius-Broberg 7-1
- 21 februari 1984 Västerås-Edsbyn 5-2

- 24 februari 1984 Broberg-Västerås 7-1
- 24 februari 1984 Edsbyn-Ljusdal 5-4
- 24 februari 1984 Selånger-Falun 4-2
- 26 februari 1984 Sirius-Sandviken 4-3

- 28 februari 1984 Falun-Edsbyn 7-8
- 28 februari 1984 Ljusdal-Broberg 8-3
- 28 februari 1984 Sandviken-Selånger 3-6
- 28 februari 1984 Västerås-Sirius 3-1

### Södergruppen
- 27 november 1983 IF Boltic-Nässjö IF 5-3
- 27 november 1983 Katrineholms SK-Ale Surte SK 1-5
- 27 november 1983 IFK Motala-Örebro SK 5-3
- 27 november 1983 Vetlanda BK-Villa BK 1-6

- 3 december 1983 Ale Surte-Ljusdal 4-4 (mix)
- 3 december 1983 Nässjö-Selånger 3-6 (mix)
- 3 december 1983 Villa-Falun 6-3 (mix)
- 3 december 1983 Örebro-Sandviken 2-2 (mix)
- 3 december 1983 Broberg-Motala 3-3 (mix)
- 3 december 1983 Edsbyn-Katrineholm 11-1 (mix)
- 3 december 1983 Sirius-Boltic 2-4 (mix)
- 3 december 1983 Västerås-Vetlanda 3-1 (mix)

- 4 december 1983 Ale Surte-Selånger 2-2 (mix)
- 4 december 1983 Nässjö-Falun 4-8 (mix)
- 4 december 1983 Villa-Sandviken 3-2 (mix)
- 4 december 1983 Örebro-Ljusdal 2-2 (mix)
- 4 december 1983 Broberg-Katrineholm 7-2 (mix)
- 4 december 1983 Edsbyn-Vetlanda 1-1 (mix)
- 4 december 1983 Sirius-Motala 4-5 (mix)
- 4 december 1983 Västerås-Boltic 6-6 (mix)

- 11 december 1983 Katrineholm-Nässjö 3-2
- 11 december 1983 Motala-Villa 6-2
- 11 december 1983 Vetlanda-Örebro 5-2
- 16 december 1983 Boltic-Ale Surte 10-4

- 18 december 1983 Ale Surte-Vetlanda 4-8
- 18 december 1983 Nässjö-Motala 3-4
- 18 december 1983 Villa-Boltic 2-4
- 18 december 1983 Örebro-Katrineholm 1-3

- 26 december 1983 Ale Surte-Motala 3-4
- 26 december 1983 Katrineholm-Villa 2-7
- 26 december 1983 Vetlanda-Nässjö 6-2
- 26 december 1983 Örebro-Boltic 3-8

- 28 december 1983 Boltic-Vetlanda 5-5
- 28 december 1983 Motala-Katrineholm 5-2
- 28 december 1983 Nässjö-Örebro 2-4
- 28 december 1983 Villa-Ale Surte 6-4

- 31 december 1983 Katrineholm-Boltic 6-2
- 31 december 1983 Motala-Vetlanda 3-2
- 31 december 1983 Nässjö-Ale Surte 2-5
- 31 december 1983 Örebro-Villa 6-7

- 2 januari 1984 Ale Surte-Örebro 6-1
- 3 januari 1984 Boltic-Motala 2-3
- 3 januari 1984 Vetlanda-Katrineholm 6-2
- 3 januari 1984 Villa-Nässjö 7-2

- 6 januari 1984 Boltic-Ljusdal 7-1 (mix)
- 6 januari 1984 Katrineholm-Sandviken 5-3 (mix)
- 6 januari 1984 Motala-Selånger 3-3 (mix)
- 6 januari 1984 Vetlanda-Falun 2-2 (mix)
- 6 januari 1984 Broberg-Villa 7-4 (mix)
- 6 januari 1984 Edsbyn-Nässjö 4-1 (mix)
- 6 januari 1984 Sirius-Örebro 7-2 (mix)
- 6 januari 1984 Västerås-Ale Surte 8-1 (mix)

- 8 januari 1984 Ale Surte-Sirius 5-1 (mix)
- 8 januari 1984 Nässjö-Västerås 2-3 (mix)
- 8 januari 1984 Villa-Edsbyn 3-5 (mix)
- 8 januari 1984 Örebro-Broberg 1-1 (mix)
- 8 januari 1984 Falun-Boltic 3-6 (mix)
- 8 januari 1984 Ljusdal-Vetlanda 5-1 (mix)
- 8 januari 1984 Sandviken-Motala 4-2 (mix)
- 8 januari 1984 Selånger-Katrineholm 6-3 (mix)

- 17 januari 1984 Boltic-Selånger 3-2 (mix)
- 17 januari 1984 Katrineholm-Ljusdal 2-5 (mix)
- 17 januari 1984 Motala-Falun 7-1 (mix)
- 17 januari 1984 Vetlanda-Sandviken 4-2 (mix)
- 17 januari 1984 Broberg-Nässjö 2-4 (mix)
- 17 januari 1984 Sirius-Villa 4-1 (mix)
- 17 januari 1984 Västerås-Örebro 2-2 (mix)
- 20 januari 1984 Edsbyn-Ale Surte 6-4 (mix)

- 22 januari 1984 Ale Surte-Broberg 2-12 (mix)
- 22 januari 1984 Nässjö-Sirius 6-4 (mix)
- 22 januari 1984 Villa-Västerås 5-3 (mix)
- 22 januari 1984 Örebro-Edsbyn 3-4 (mix)
- 22 januari 1984 Falun-Katrineholm 3-1 (mix)
- 22 januari 1984 Ljusdal-Motala 5-1 (mix)
- 22 januari 1984 Sandviken-Boltic 3-8 (mix)
- 22 januari 1984 Selånger-Vetlanda 2-5 (mix)

- 24 januari 1984 Boltic-Villa 1-1
- 24 januari 1984 Katrineholm-Örebro 10-0
- 24 januari 1984 Motala-Nässjö 10-2
- 24 januari 1984 Vetlanda-Ale Surte 5-1

- 27 januari 1984 Nässjö-Boltic 3-4
- 29 januari 1984 Ale Surte-Katrineholm 4-2
- 29 januari 1984 Villa-Vetlanda 5-2
- 29 januari 1984 Örebro-Motala 5-5

- 11 februari 1984 Boltic-Edsbyn 2-2 (mix)
- 11 februari 1984 Katrineholm-Sirius 5-5 (mix)
- 11 februari 1984 Motala-Västerås 6-2 (mix)
- 11 februari 1984 Vetlanda-Broberg 4-1 (mix)
- 11 februari 1984 Falun-Örebro 2-4 (mix)
- 11 februari 1984 Ljusdal-Nässjö 9-4 (mix)
- 11 februari 1984 Sandviken-Ale Surte 8-1 (mix)
- 11 februari 1984 Selånger-Villa 1-10 (mix)

- 12 februari 1984 Boltic-Broberg 6-4 (mix)
- 12 februari 1984 Katrineholm-Västerås 1-3 (mix)
- 12 februari 1984 Motala-Edsbyn 2-3 (mix)
- 12 februari 1984 Vetlanda-Sirius 3-3 (mix)
- 12 februari 1984 Falun-Ale Surte 4-1 (mix)
- 12 februari 1984 Ljusdal-Villa 12-3 (mix)
- 12 februari 1984 Sandviken-Nässjö 6-3 (mix)
- 12 februari 1984 Selånger-Örebro 4-5 (mix)

- 14 februari 1984 Ale Surte-Boltic 4-7
- 14 februari 1984 Nässjö-Katrineholm 8-2
- 14 februari 1984 Villa-Motala 8-4
- 14 februari 1984 Örebro-Vetlanda 2-5

- 17 februari 1984 Boltic-Örebro 3-3
- 17 februari 1984 Motala-Ale Surte 10-2
- 17 februari 1984 Nässjö-Vetlanda 2-5
- 17 februari 1984 Villa-Katrineholm 8-3

- 21 februari 1984 Ale Surte-Villa 3-8
- 21 februari 1984 Katrineholm-Motala 2-6
- 21 februari 1984 Vetlanda-Boltic 1-4
- 21 februari 1984 Örebro-Nässjö 2-2

- 24 februari 1984 Ale Surte-Nässjö 9-3
- 24 februari 1984 Boltic-Katrineholm 7-3
- 24 februari 1984 Vetlanda-Motala 4-3
- 24 februari 1984 Villa-Örebro 9-5

- 28 februari 1984 Katrineholm-Vetlanda 2-12
- 28 februari 1984 Motala-Boltic 4-3
- 28 februari 1984 Nässjö-Villa 6-3
- 28 februari 1984 Örebro-Ale Surte 5-5

## Slutspel om svenska mästerskapet 1984

### Kvartsfinaler (bäst av tre)
- 2 mars 1984: IF Boltic-Ljusdals BK 4-0
- 2 mars 1984: IK Sirius-IFK Motala 1-5
- 2 mars 1984: Edsbyns IF-Villa BK 7-1
- 2 mars 1984: Vetlanda BK-Selånger SK 4-2

- 4 mars 1984: Ljusdals BK-IF Boltic 4-3
- 4 mars 1984: IFK Motala-IK Sirius 10-0 (IFK Motala vidare med 2-0 i matcher)
- 4 mars 1984: Villa BK-Edsbyns IF 1-9 (Edsbyns IF vidare med 2-0 i matcher)
- 4 mars 1984: Selånger SK-Vetlanda BK 5-4

- 6 mars 1984: IF Boltic-Ljusdals BK 8-2 (IF Boltic vidare med 2-1 i matcher)
- 6 mars 1984: Vetlanda BK-Selånger SK 2-4 (Selånger SK vidare med 2-1 i matcher)

### Semifinaler (bäst av tre)
- 9 mars 1984: IF Boltic-IFK Motala 2-1
- 9 mars 1984: Edsbyns IF-Selånger SK 5-2

- 11 mars 1984: IFK Motala-IF Boltic 6-1
- 11 mars 1984: Selånger SK-Edsbyns IF 2-3 (Edsbyns IF vidare med 2-0 i matcher)

- 13 mars 1984: IFK Motala-IF Boltic 1-5 (IF Boltic vidare med 2-1 i matcher)

### Final
- 18 mars 1984: IF Boltic-Edsbyns IF 2-0 (Söderstadion, Stockholm)